# Containerbouw

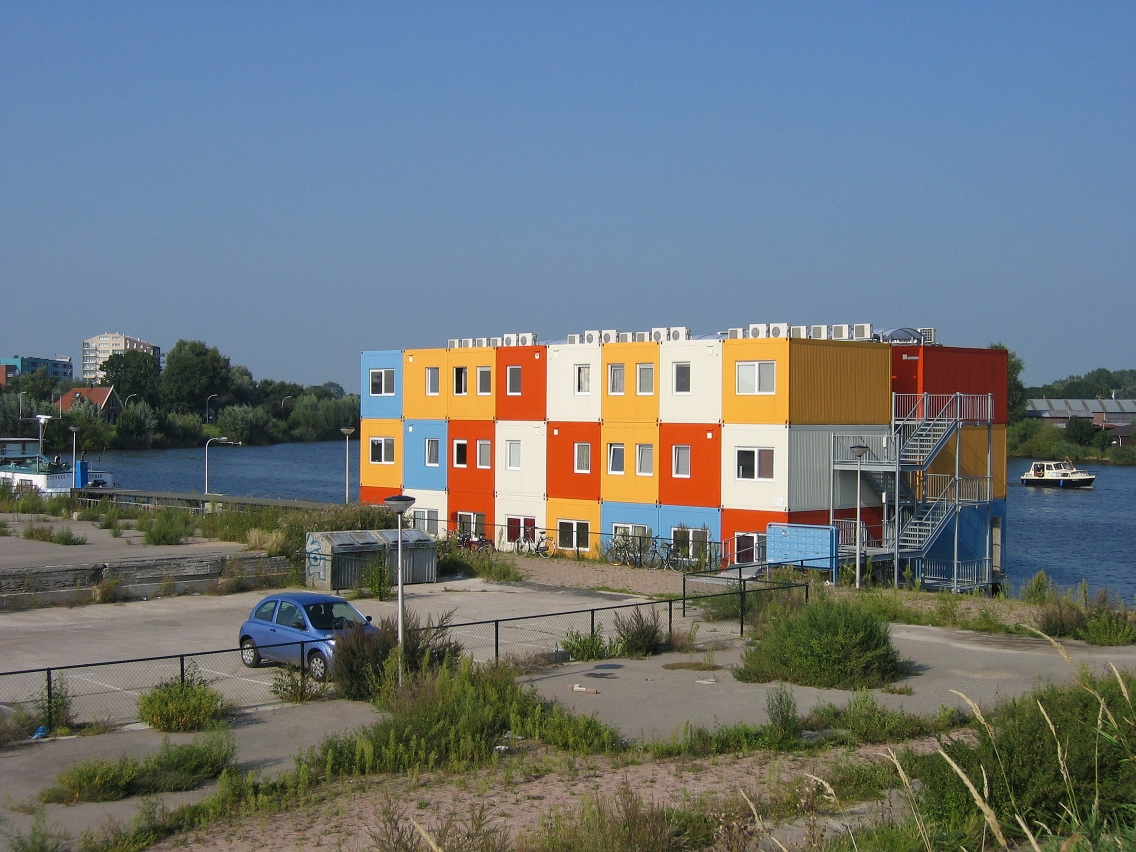
De Studentenboot in Zwolle, opgebouwd uit vrachtcontainers (2006)

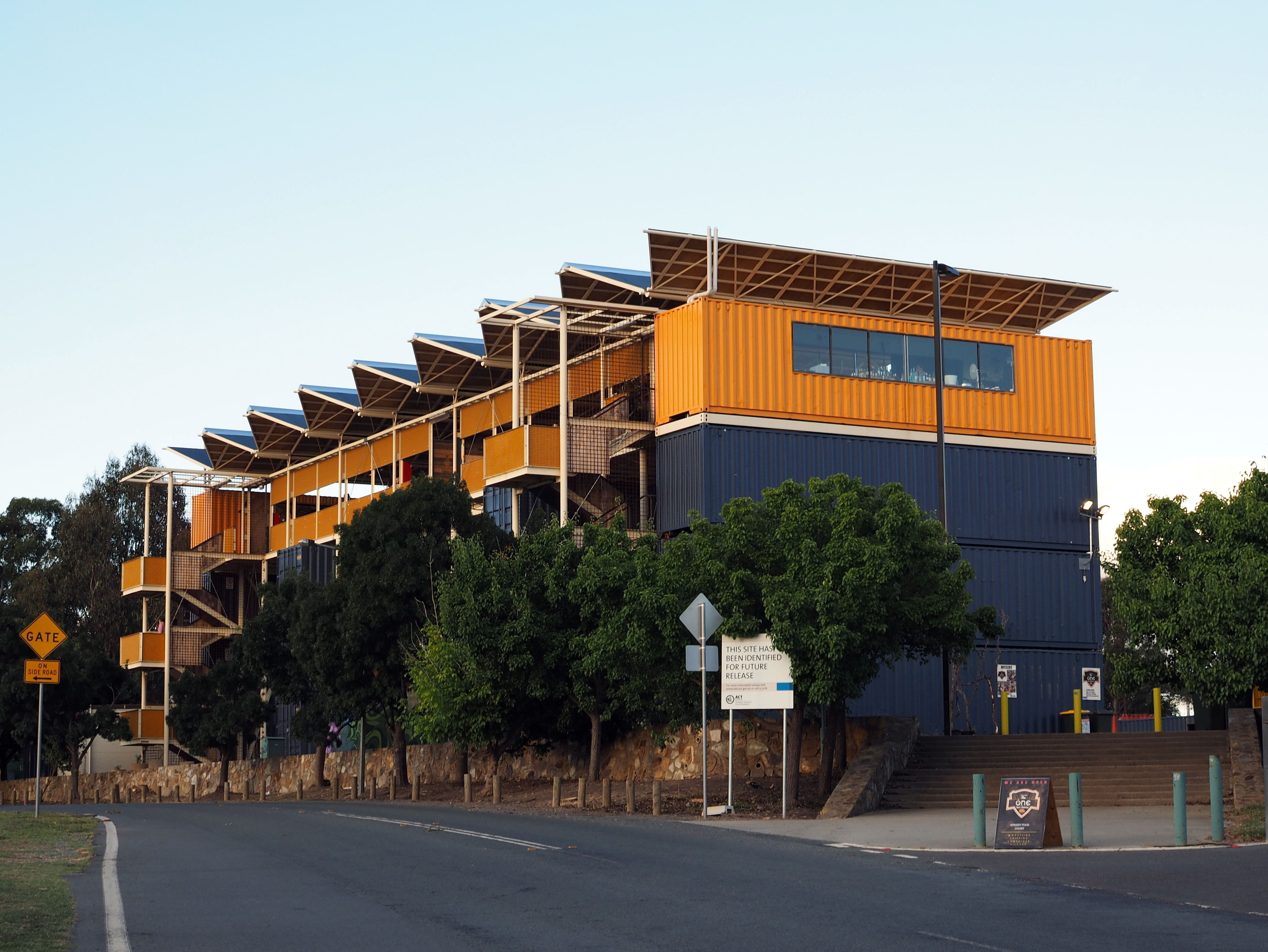
Tijdelijk recreatiegebouw in Westside Acton Park (Canberra), opgebouwd uit vrachtcontainers (2016)

Een containergebouw of containerwoning is een gebouw dat is opgebouwd uit containers die qua maatvoering vaak overeenkomen met vrachtcontainers. Hiermee kan een een tekort aan woon- of kantoorruimte snel opgelost worden. Het gaat hierbij dan ook om modulaire bouw, waarbij de containers volgens een vast patroon op elkaar gestapeld worden. Containerwoningen worden wereldwijd toegepast als permanente woning, noodwoning, studentenkamer of werkruimte.

## Kenmerken
Containerwoningen zijn meestal gebaseerd op de standaard ISO-containers van 20 of 40 voet, hoewel er ook op maat gemaakte modules worden gebruikt die enkel nog visueel aan containers doen denken. Een stalen structuur geeft een stevig doch relatief licht skelet, maar houtskeletbouw is ook mogelijk. Ze kunnen gestapeld en gecombineerd worden tot grotere woningen of complexen. Complexen van verschillende containergebouwen worden wel aangeduid als containerdorpen of containerwijken.

## Fabricage en transport
De containers kunnen makkelijk over de weg of per schip vervoerd worden, en de gebouwen kunnen afgebroken en elders weer opgebouwd worden. Een containerwoning kan volledig afgewerkt worden met isolatie, ramen, sanitair en nutsvoorzieningen. Een deel van de inrichting, zoals sanitair, rioolaansluiting en waterleiding, kan reeds in de fabriek worden gedaan.

## Vergelijking met modulaire staalbouw
Hoewel containerwoningen lijken op modulaire staalbouw, zijn er belangrijke verschillen. Containerwoningen vertrekken vaak van bestaande transportcontainers met beperkte afmetingen (ca. 2,4 m breed), die wel gekoppeld kunnen worden met grotendeels weggelaten wanden. Op maat ontworpen staalbouwmodules kunnen meer ruimte en indelingsvrijheid bieden; overigens worden deze ook wel onder de noemer containerwoning aangeboden.